# Konti Group
A Konti Group (ukránul: «Конті Груп») egy ukrán cukrászipari vállalat 9000 alkalmazottal, székhelye Doneckben található.
A Konti Groupot, eredetileg a Kijev-Konti céget 1997-ben alapították. A cég édességeket, cukrásztermékeket, desszerteket, bonbont, nápolyit, perecet, karamellaterméket gyárt. Olyan márkaneveket kezel, mint a Bonjour, Super-Kontik, Belissimo, Melodika, Grando-KONTI, Mamulin Tort.
Exportja Ázsiára és Európára terjed ki. Alcége van Lettországban.